# Phoebe Bridgers
Phoebe Lucille Bridgers (Pasadena, 17 de agosto de 1994) es una cantante, compositora, guitarrista y productora estadounidense. Hizo su debut como solista con su disco Stranger in the Alps (2017), al cual le siguió Punisher (2020), que fue aclamado tanto por la crítica especializada como por el público y le valió 4 nominaciones a los premios Grammy, incluyendo Mejor Álbum Alternativo y mejor artista nuevo.
Además de su trabajo como solista, Bridgers forma parte de las bandas boygenius (con Julien Baker y Lucy Dacus) y Better Oblivion Community Center (con Conor Oberst).

## Biografía
Phoebe Lucille Bridgers nació el 17 de agosto de 1994 en la ciudad de Pasadena, Estado de California, Estados Unidos. Comenzó su carrera como música en las bandas Einstein's Dirty Secret y Sloppy Jane. Durante ese periodo, Bridgers trabajó con el cantautor estadounidense Ryan Adams y con Harrison Whitford, su frecuente colaborador, para producir su EP debut, Killer, que fue lanzado por el sello discográfico Pax Americana Recording Company (PAX AM) en 2015.
En junio de 2017, Bridgers firmó contrato con la discográfica Dead Oceans y en septiembre de ese mismo año publicó su álbum debut, Stranger in the Alps. El disco fue producido por Tony Berg y Ethan Gruska. En 2018, Bridgers formó junto a las cantautoras Julien Baker y Lucy Dacus la banda boygenius. La misma lanzó tres canciones en agosto de 2018 y, ese mismo año, anunció y lanzó su EP homónimo.
En enero de 2019, Bridgers y Conor Oberst anunciaron su dúo Better Oblivion Community Center en el show de Stephen Colbert. Ese mismo mes lanzaron su álbum debut homónimo. En 2020 Bridgers colaboró con la banda inglesa The 1975 en su canción «Jesus Christ 2005 God Bless America». El 9 de abril de ese mismo año lanzó la canción «Kyoto», y anunció a través de un post de la red social Instagram que su segundo álbum, titulado Punisher, sería lanzado el 19 de junio de 2020. Este nuevo trabajo confirmó las buenas sensaciones que dejó su disco debut. En octubre de 2020 Bridgers anunció la formación de Saddest Factory, una división del sello discográfico Dead Oceans.

### Vida personal
Desde 2020, Bridgers estuvo en una relación con el actor irlandés Paul Mescal, quien protagonizó el video musical de su canción "Savior Complex". En noviembre de 2022, se informó que estaban comprometidos.
A finales de 2022 cortaron la relación y Phoebe empezó a salir con el comediante y cantautor Bo Burnham

## Discografía

### Como Solista
- Killer (2015, EP)
- Stranger in the Alps (2017)
- Copycat Killer (2020, EP)
- Punisher (2020)
- So Much Wine (2022, EP)

### Con boygenius
- boygenius (2018, EP)
- the record (2023)
- the rest (2023, EP)

### Con Better Oblivion Community Center
- Better Oblivion Community Center (2019)

## Premios y nominaciones
| Año  | Premio         | Categoría                    | Trabajo nominado | Resultado | Ref.  |
| ---- | -------------- | ---------------------------- | ---------------- | --------- | ----- |
| 2021 | Premios Grammy | Mejor artista nueva          | Ella misma       | Nominada  | [ 5 ] |
| 2021 | Premios Grammy | Mejor Álbum Alternativo      | Punisher         | Nominada  | [ 5 ] |
| 2021 | Premios Grammy | Mejor Canción de Rock        | «Kyoto»          | Nominada  | [ 5 ] |
| 2021 | Premios Grammy | Mejor Interpretación de Rock | «Kyoto»          | Nominada  | [ 5 ] |